# Хойл, Фред
Сэр Фред Хойл (англ. Fred Hoyle; 24 июня 1915 — 20 августа 2001) — известный британский астроном и космолог. Член Лондонского королевского общества (1957), иностранный член Национальной академии наук США (1969). Автор нескольких научно-фантастических романов.

## Биография
Фред Хойл родился 24 июня 1915 года в городке Бингли в Йоркшире.
С детства увлекался астрономией, окончил Кембриджский университет с дипломом по математике и теоретической физике и затем работал в нём вместе с Рудольфом Пайерлсом и Полем Дираком.
В конце 1930-х годов работал над теорией эволюции звёзд с Реймондом Литтлтоном. Во время Второй мировой войны работал в Британском Адмиралтействе над созданием противорадарных систем. Преподавал астрономию в Кембридже, Калифорнийском технологическом институте и Корнеллском университете, работал в Паломарской обсерватории и обсерватории Маунт Вилсон. Вместе с Мартином Шварцшильдом разработал теорию эволюции красных гигантов. Теоретически предсказал, впоследствии экспериментально подтверждённое, явление ядерного резонанса в углероде-12 (тройная гелиевая реакция).
В 1948 году вместе Германном Бонди и Томасом Голдом разработал стационарную модель Вселенной, которая постулирует независимость процессов появления материи и расширения Вселенной. Считается, что именно Хойл впервые употребил быстро ставший расхожим термин «Большой взрыв», обозначив им модель, альтернативную его собственной. Он также являлся убеждённым сторонником теории «панспермии» (распространения жизни во Вселенной через органические «споры», переносимые через межзвёздное пространство).
Был президентом Королевского астрономического общества.
За вклад в науку в 1972 году возведён в рыцарское достоинство Соединённого Королевства.
Сэр Фред Хойл скончался 20 августа 2001 года на 87-м году жизни в Борнмуте, графство Дорсет.

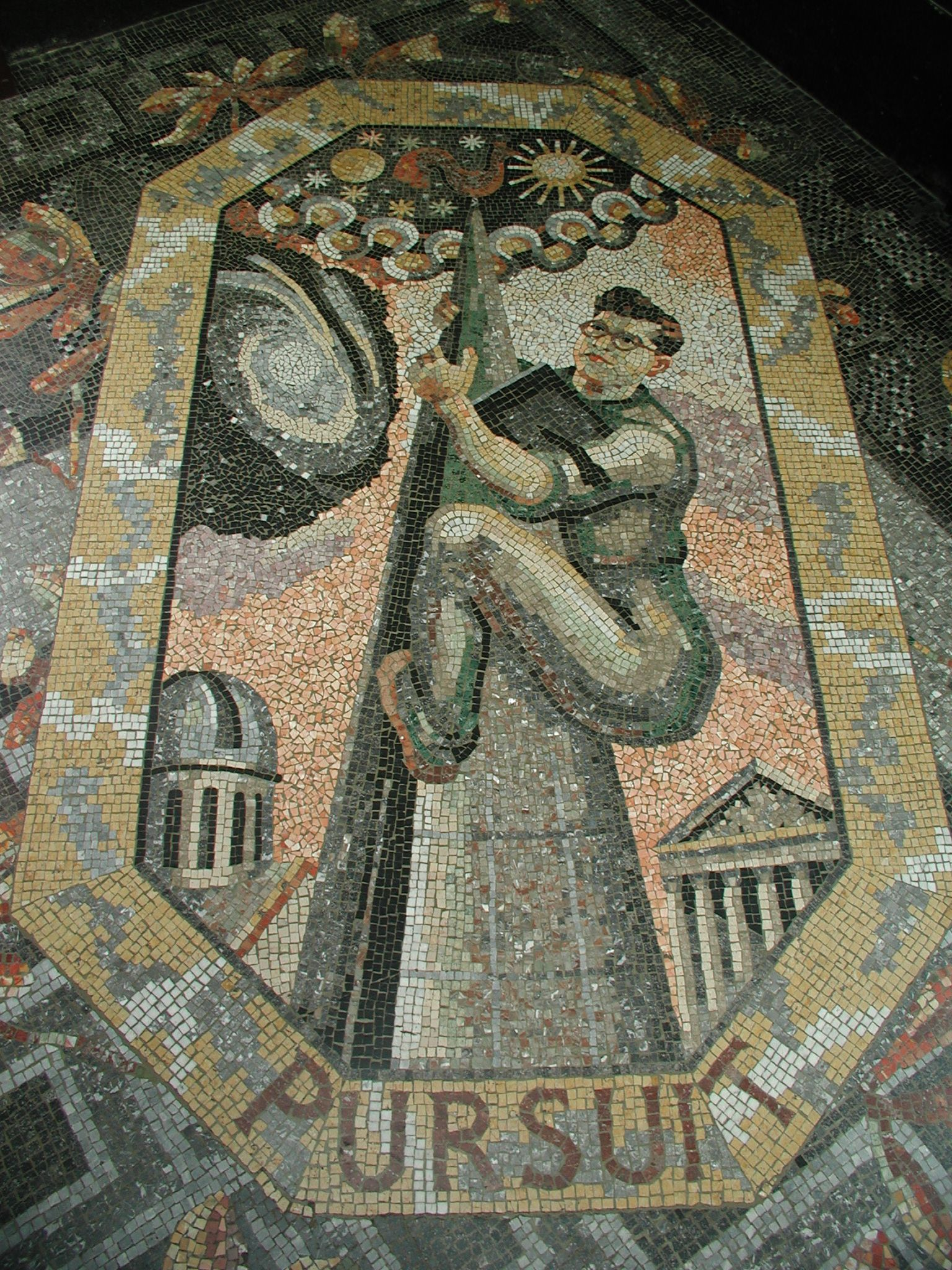
Мозаика «Фред Хойл как альпинист карабкается к звёздам»
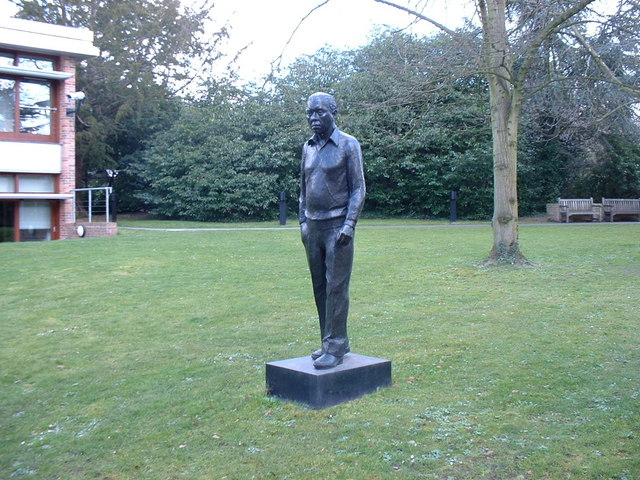
Памятник Фреду Хойлу

## Литературные произведения
Помимо более чем двадцати научных и научно-популярных книг, Фред Хойл написал также несколько научно-фантастических романов — «Чёрное облако» («The Black Cloud», 1957), «Оссианский бег» («Ossian’s Ride», 1958), «Первого октября будет поздно» («October the First Is Too Late», 1966), «Комета Галлея» («Comet Halley», 1985). В 1962 году вышла написанная им совместно с Джоном Эллиотом новеллизация телесериала «A for Andromeda», изданная на русском языке под названием «Андромеда» в серии «Зарубежная фантастика» в 1966 году. Несколько романов — «Пятая планета» («Fifth Planet», 1963), «Семь ступеней к Солнцу» («Seven Steps to the Sun», 1970), «В глубины космоса» («Into Deepest Space», 1974) и другие — написаны им в соавторстве с сыном Джеффри Хойлом. В 1967 году был также издан его сборник «Элемент 79» («Element 79»).

## Награды
- Медаль и премия Гутри (1960)
- Мессенджеровские лекции (1960)
- Премия памяти Рихтмайера (1964)
- Мемориальные лекции Вейцмана (1964)
- Бейкеровская лекция (1968)
- Премия Калинги от ЮНЕСКО за популяризацию науки (1968)
- Золотая медаль Королевского астрономического общества (1968)
- Лекция Карла Янского (1969)
- Кельвиновская лекция (1970)
- Медаль Кэтрин Брюс Тихоокеанского астрономического общества (1970)
- Премия Генри Норриса Рассела (1971)
- Королевская медаль Лондонского королевского общества (1974)
- Медаль Карла Шварцшильда (1992)
- Премия Бальцана (1994)
- Премия Крафорда Шведской академии наук «За пионерский вклад в исследование звездной эволюции и ядерных процессов в звездах» (1997)